# Lucilla
Annia Aurelia Galeria Lucilla sau Lucilla (n. 7 martie 150 d.Hr., Roma, Imperiul Roman – d. 182 d.Hr., Insula Capri, Campania, Italia) a fost cea de-a doua fiică și al treilea copil al împăratului roman Marcus Aurelius și a împărătesei Faustina cea Tânără și sora mai mare a viitorului împărat Commodus. Commodus a ordonat execuția Lucillei după un asasinat eșuat și lovitură de stat la 33 de ani.

## Viața timpurie
Născută și crescută în Roma într-o influentă familie politică. Bunicii materni ai Lucillei au fost împăratul roman Antoninus Pius și împărăteasa Faustina cea Bătrână; bunicii paterni au fost Domitia Lucilla și pretorul Marcus Annius Verus.

## Căsătoriile. Împărăteasă
În 161, atunci pe când avea între 11 și 13 ani, tatăl ei a aranjat o căsătorie pentru ea cu asociatul la domnie Lucius Verus. Verus, cu 18 ani mai în vârstă, a devenit soțul ei, trei ani mai târziu, în Efes, în 164. La căsătorie, ea a primit titlul de Augusta și a devenit împărăteasă romană. În același timp, Marcus Aurelius și Lucius Verus luptau cu parții în Siria.
Lucius Verus a murit pe la 168/169 în timp ce se întorcea de la teatru de război din regiunea Dunării și, ca rezultat, Lucilla pierde statutul de împărăteasă.

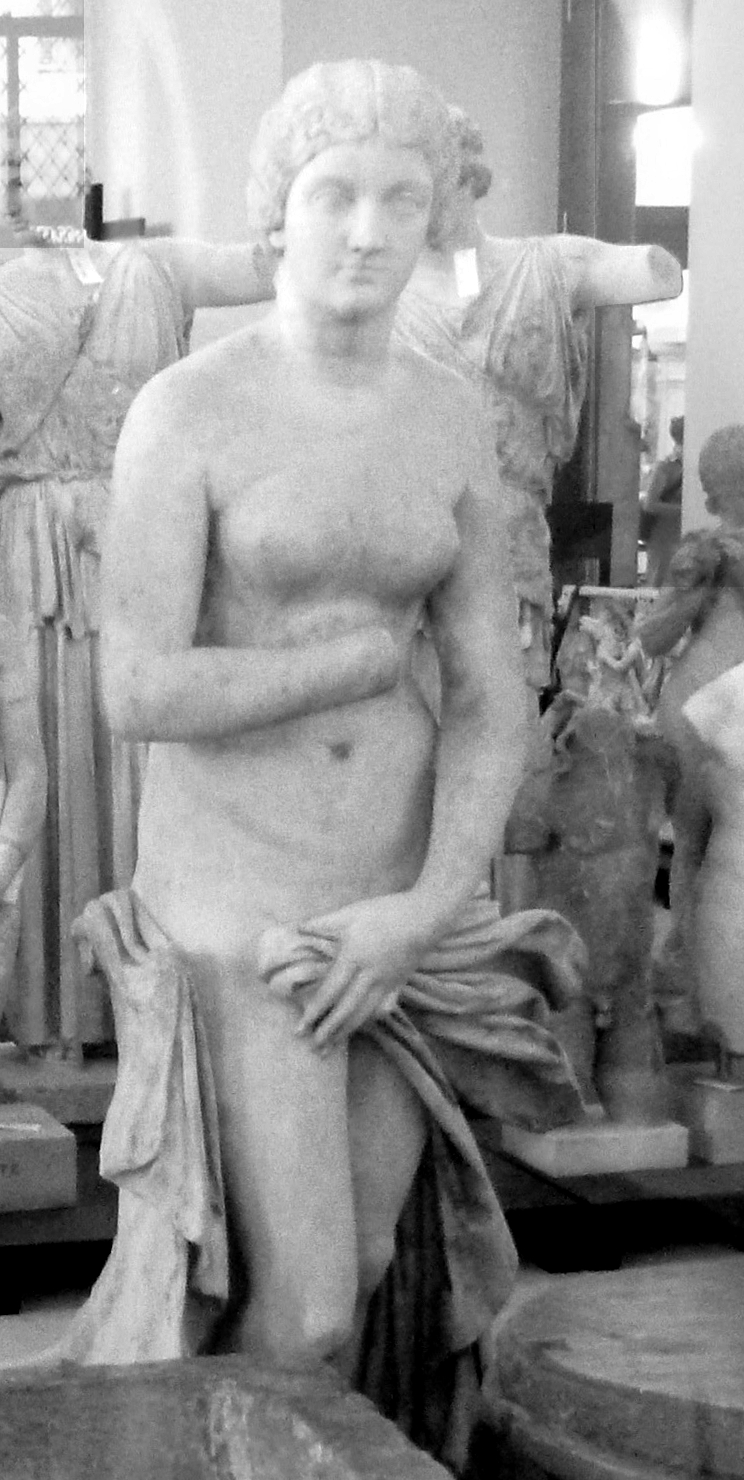
Lucilla înfățișată ca Venus, 166-169 e.n.

După o perioadă scurtă de timp, în 169, tatăl ei i-a aranjat o a doua căsătorie, cu Tiberius Claudius Pompeianus Quintianus din Antiohia. 

## Ascensiunea lui Commodus
În 172, Lucilla și Quintianus, îl însoțesc pe Marcus Aurelius la Vindobona (astăzi Viena) pentru a sprijini campania militară a Dunării  și erau cu el pe 17 martie 180, când Aurelius a murit și Commodus a devenit noul împărat. 

## Complot pentru asasinarea lui Commodus
Având în vedere conducerea capricioasă a fratelui ei , în 182 Lucilla s-a implicat într-un complot pentru asasinarea lui Commodus. Grupul conspiratorilor includea pe Tarrutenius Paternus, șeful Gărzii Imperiale, pe fiica ei Plautia din prima căsătorie, un nepot a lui Quintianus, de asemenea, numit Quintianus, consul și vărul său Marcus Ummidius Quadratus Annianus și sora ei Ummidia Cornificia Faustina.

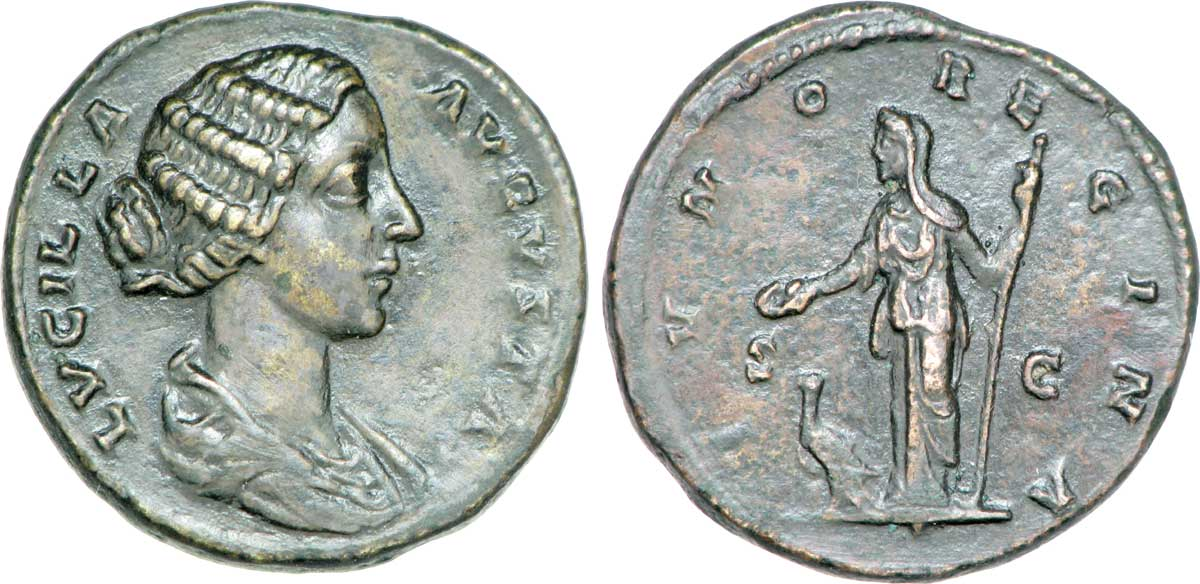
Dupondius reprezentând Augusta Lucilla (avers) și Juno Regina cu un păun (reverse)

Quintianus, fluturând un pumnal sau sabie, face să eșueze tentativa de asasinat, încearcând să-l omoare pe Commodus. Sărind de la locul unde era ascuns i-a strigat lui Commodus "Aici este ceea ce îți trimite Senatul", renunțând la intențiile sale înainte de a avea șansa de a acționa. Gărzile lui Commodus au fost mai rapide decât Quintianus și l-au dezarmat, fără a prejudicia viața împăratului.
Commodus a ordonat executarea lui Quintianus și a lui Marcus Ummidius Quadratus Annianus, și le-a alungat pe Lucilla, pe fiica ei și pe Ummidia Cornificia Faustina pe insula italiană Capri. El a trimis un centurion acolo să le execute mai târziu în acel an. Fiul ei Pompeianus a fost ucis ulterior de către Caracalla.

## În cultura populară
- În filmul Căderea Imperiului Roman, 1964, Lucilla a fost jucată de Sophia Loren.
- În filmul Gladiator, 2000, Lucilla a fost jucată de Connie Nielsen.
- În serialul documentar Imperiul Roman: domnia sângeroasă, Lucilla a fost jucată de Tai Berdinner-Lame.